# Pristomyrmex pulcher
Pristomyrmex pulcher é uma espécie de formiga do gênero Pristomyrmex, pertencente à subfamília Myrmicinae.